# Trofeo Ciudad de Mérida
El Trofeo Ciudad de Mérida fue un Trofeo amistoso de verano, disputado en la ciudad de Mérida, perteneciente a la provincia de  Badajoz, en la Comunidad autónoma de Extremadura (España). 
Desde 1967 a 1979 el Trofeo se denominó Trofeo López de Ayala, dedicado a la figura del antiguo alcalde de la ciudad, Francisco López de Ayala y García de Blanes. 
Desde 1980 a 2008, se denominó Trofeo Ciudad de Mérida, y la organización del mismo corría a cargo del equipo de la ciudad, con la colaboración del Ayuntamiento de Mérida. En las ediciones de 2001, 2002, 2004, 2005 y 2006 el Trofeo no se celebró.
Desde 2010 a 2012 se denominó Trofeo Ciudad de Mérida-Patrimonio de la Humanidad, y luego el Trofeo desapareció. 
En 2015, se celebró un nuevo intento de Torneo, denominado Trofeo Vía de la Plata, pero no tuvo continuidad y se abandonó el proyecto.
El equipo organizador, cambió de nombre a lo largo de su historia, desde su fundación en 1912, Sportiva Emeritense (1912-20), Club Catalanes Club MZA (1920-21), Club Emerita (1921-36) (1936-39), SD Emeritense (1939-66),  Mérida Industrial CF (1966-85), CP Mérida (1985-2000) Mérida UD (2000-2013) y  AD Mérida (desde 2013 a la actualidad).
Los partidos se disputaban en el  Estadio Romano.

## Palmarés
Trofeo López de Ayala
| Año  | Edición | Campeón              | Resultado  | Subcampeón                              |
| ---- | ------- | -------------------- | ---------- | --------------------------------------- |
| 1967 | I       | Mérida Industrial CF | triangular | CD Béjar Industrial Jerez Industrial CF |
| 1968 | II      | CP Cacereño          | triangular | Mérida Industrial CF CF Extremadura     |
| 1969 | III     | Mérida Industrial CF | 3-2        | CP Cacereño                             |
| 1970 | IV      | Mérida Industrial CF | 3-0        | CF Extremadura                          |
| 1971 | V       | CD Badajoz           | 1-0        | Mérida Industrial CF                    |
| 1972 | VI      | CF Extremadura       | 3-1        | Mérida Industrial CF                    |
| 1973 | VII     | CD Salmantino        | 3-0        | Mérida Industrial CF                    |
| 1974 | VIII    | CD Díter Zafra       | 1-0        | Mérida Industrial CF                    |
| 1975 | IX      | CD Badajoz           | 3-2        | UD Montijo                              |
| 1976 | X       | Mérida Industrial CF | 4-0        | CF Extremadura                          |
| 1977 | XI      | Mérida Industrial CF | 1-0        | CD Badajoz                              |
| 1978 | XII     | Mérida Industrial CF | 2-0        | CF Extremadura                          |
| 1979 | XIII    | CD Díter Zafra       | 3-3 (pen)  | CF Extremadura                          |

Trofeo Ciudad de Mérida
| Año     | Edición      | Campeón              | Resultado  | Subcampeón                       |
| ------- | ------------ | -------------------- | ---------- | -------------------------------- |
| 1980    | XIV          | Mérida Industrial CF | 2-0        | CD Badajoz                       |
| 1981    | XV           | Mérida Industrial CF | triangular | CD Badajoz CF Extremadura        |
| 1982    | XVI          | CD Don Benito        | triangular | Mérida Industrial CF O Elvas CAD |
| 1983    | XVII         | Mérida Industrial CF | 1-1 (pen)  | UD Montijo                       |
| 1984    | XVIII        | Castilla CF          | 2-2 (pen)  | CP Mérida                        |
| 1985    | XIX          | CP Mérida            | 2-0        | O Elvas CAD                      |
| 1986    | XX           | CP Mérida            | 4-0        | CD Pozoblanco                    |
| 1987    | XXI          | CD Don Benito        | 2-0        | CP Mérida                        |
| 1988    | XXII         | CP Mérida            | 2-2 (pen)  | Castilla CF                      |
| 1989    | XXIII        | CF Extremadura       | 3-2        | CP Mérida                        |
| 1990    | XXIV         | Sevilla Atlético     | 1-0        | CP Mérida                        |
| 1991    | XXV          | Central Español      | 1-0        | CP Mérida                        |
| 1992    | XXVI         | CP Mérida            | 3-2        | Rayo Vallecano                   |
| 1993    | XXVII        | Real Betis Balompié  | 2-1        | CP Mérida                        |
| 1994    | XXVIII       | CP Mérida            | 1-0        | Real Valladolid CF               |
| 1995    | XXIX         | Valencia CF          | 2-1        | CP Mérida                        |
| 1996    | XXX          | CP Mérida            | 3-1        | Real Racing Club de Santander    |
| 1997    | XXXI         | CP Mérida            | 2-1        | RC Celta de Vigo                 |
| 1998    | XXXII        | CP Mérida            | 2-0        | UD Salamanca                     |
| 1999    | XXXIII       | Real Betis Balompié  | 1-0        | CP Mérida                        |
| 2000    | XXXIV        | CP Mérida            | 1-1 (pen)  | Atlético de Madrid               |
| 2001-02 | No disputado | -                    | -          | -                                |
| 2003    | XXXV         | CF Villanovense      | 2-0        | Mérida UD                        |
| 2004-06 | No disputado | -                    | -          | -                                |
| 2007    | XXXVI        | Xerez CD             | 1-0        | Mérida UD                        |
| 2008-09 | No disputado | -                    | -          | -                                |

Trofeo Mérida patrimonio de la humanidad
| Año  | Edición | Campeón        | Resultado | Subcampeón |
| ---- | ------- | -------------- | --------- | ---------- |
| 2010 | I       | Extremadura UD | 1-0       | Mérida UD  |
| 2011 | II      | Extremadura UD | 2-1       | Mérida UD  |

Trofeo Vía de la Plata
| Año  | Edición | Campeón             | Resultado | Subcampeón |
| ---- | ------- | ------------------- | --------- | ---------- |
| 2015 | I       | Real Betis Balompié | 0-0 (pen) | AD Mérida  |

## Campeones
| Equipo              | Títulos | Ediciones |
| ------------------- | ------- | --- |
| CP Mérida           | 17      | 1967, 1969, 1970, 1976, 1977, 1978, 1980, 1981, 1983 (Mérida Industrial); 1985, 1988, 1992, 1994, 1996, 1997, 1998, 2000 |
| CF Extremadura      | 3       | 1972, 1986, 1989 |
| Real Betis Balompié | 3       | 1993, 1999, 2015 (Trofeo Vía de la Plata)                                                                                |
| CD Badajoz          | 2       | 1971, 1975 |
| CD Don Benito       | 2       | 1982, 1987 |
| CD Díter Zafra      | 2       | 1974, 1979 |
| Extremadura UD      | 2       | 2010, 2011 |
| CP Cacereño         | 1       | 1968 |
| CD Salmantino       | 1       | 1973 |
| Castilla CF         | 1       | 1984 |
| Sevilla Atlético    | 1       | 1990 |
| Central Español FC  | 1       | 1991 |
| Valencia CF         | 1       | 1995 |
| CF Villanovense     | 1       | 2003 |
| Xerez CD            | 1       | 2007 |